# Vadim Boreț
Pour les articles homonymes, voir Boret.
Vadim Boret est un footballeur moldave, né le 5 septembre 1976  à Chișinău. Il joue actuellement au FK Bakou.

## Biographie
En tant que milieu, Vadim Boreț fut international moldave à 33 reprises (1999-2006) pour un but marqué. Sa dernière sélection fut le 16 août 2006 contre la Lituanie.
Il joua dans différents clubs moldaves, polonais et azéris, est actuellement au FK Bakou et est leader du championnat en 2009 actuellement. Il remporta beaucoup de titres nationaux en Moldavie, peu en Pologne et en Azerbaïdjan.

## Clubs
- 1993-2001 :  FC Zimbru Chișinău
- 2001-2005 :  FC Sheriff Tiraspol
- 2004 : →  FC Tiraspol (prêt)
- 2005 : →  Dyskobolia Grodzisk Wielkopolski (prêt)
- 2005-2008 :  FK Neftchi Bakou
- depuis 2008 :  FK Bakou

## Palmarès
- Championnat de Moldavie de football
  - Champion en 1994, en 1995, en 1996, en 1998, en 1999, en 2000, en 2002 et en 2003
- Coupe de Moldavie de football
  - Vainqueur en 1997, en 1998 et en 2002
- Coupe de Pologne de football
  - Vainqueur en 2005
- Championnat de Pologne de football
  - Vice-champion en 2005
- Coupe de la CEI de football
  - Vainqueur en 2003
  - Finaliste en 2000
- Championnat d'Azerbaïdjan de football
  - Vice-champion en 2007